# 1556 en arts plastiques
| Années des arts plastiques : 1553 - 1554 - 1555 - 1556 - 1557 - 1558 - 1559    |
| Décennies des arts plastiques : 1520 - 1530 - 1540 - 1550 - 1560 - 1570 - 1580 |

Cette page concerne l'année 1556 en arts plastiques.

## Naissances
- 29 février : Aurelio Lomi, peintre baroque italien († 1622),
- 16 août : Bartolomeo Cesi, peintre baroque italien de l'école bolonaise († 11 juillet 1629),
- 24 octobre : Giovanni Battista Caccini, sculpteur et architecte italien de l'école florentine († 13 mars 1613),
- 1er novembre : Gerrit Pietersz Sweelink, peintre et dessinateur hollandais († 1612),
- ? :
  - Giovanni Bizzelli, peintre maniériste italien de l'école florentine († 1612),
  - Luis de Carvajal, peintre maniériste espagnol († octobre 1607),
  - Vincenzo Rustici, peintre italien de l'école siennoise († 1632),
  - Lazzaro Tavarone, peintre maniériste italien se rattachant à l'école génoise († 1641),
  - Antonio Vassilacchi, peintre italien d'origine grecque († 13 avril 1629 ou 15 avril 1629),
  - Otto van Veen, peintre maniériste et théoricien d'art flamand († 6 mai 1629),
- Vers 1556 :
  - Durante Alberti, peintre italien († 1623),
  - Isaac Oliver, peintre miniaturiste anglais d'origine française († 2 octobre 1617),
- Vers 1550 ou 1556 :
- Giovanni Paolo Cavagna, peintre baroque italien († 20 mai 1627).

## Décès
- 7 ou 8 mai : Hieronymus Andreae, graveur, imprimeur et typographe allemand (° vers 1485),
- ? avril : Cristoforo Gherardi, peintre italien maniériste (° 25 novembre 1508),
- 1er août : Girolamo da Carpi, peintre de l'école de Bologne et architecte italien (° 1501),
- ?
  - Michelangelo Anselmi (Lo Scalabrino), peintre italien maniériste de l'école de Parme (° 1492),
  - Lorenzo Lotto, peintre vénitien (° 1480).